# ويليام إي. قالبرايث
ويليام إي. قالبرايث (بالإنجليزية: William E. Galbraith) هو عسكري أمريكي، ولد في 22 يناير 1926 في بيمر في الولايات المتحدة، وتوفي في 4 مارس 2012 في سن ليكس في الولايات المتحدة.